# Kraftwerk Frieira
Das Kraftwerk Frieira ist ein Laufwasserkraftwerk in der Gemeinde Creciente, Provinz Pontevedra, Spanien. Es staut den Miño zu einem Stausee auf. Mit dem Bau des Kraftwerks wurde in den 1960er Jahren begonnen; es wurde 1970 fertiggestellt. Das Kraftwerk ist im Besitz von Naturgy und wird auch von Naturgy betrieben.

## Absperrbauwerk
Das Absperrbauwerk besteht aus einem Maschinenhaus auf der rechten Flussseite, einer Wehranlage mit sieben Wehrfeldern in der Mitte sowie einem Maschinenhaus auf der linken Seite. Die Höhe über der Gründungssohle beträgt 33 m. Die Mauerkrone liegt auf einer Höhe von 69 m über dem Meeresspiegel. Die Länge der Mauerkrone beträgt 194 m. Das Volumen des Bauwerks beträgt 118.000 m³.
Über die Wehranlage können maximal 11.147 m³/s abgeleitet werden. Das Bemessungshochwasser liegt bei 10.000 m³/s.

## Stausee
Beim normalen Stauziel von 67 m erstreckt sich der Stausee über eine Fläche von rund 4,66 km² und fasst 44 Mio. m³ Wasser; davon können 38 Mio. m³ genutzt werden.

## Kraftwerk

### Frieira I
Die installierte Leistung des Kraftwerks beträgt 130 (bzw. 145 oder 160,61) MW. Jede der beiden Kaplan-Turbinen leistet maximal 65 (bzw. 72) MW. Bei einer Überprüfung der Ist-Leistung von Maschine 2, die vom 24. bis zum 26. April 2001 stattfand, wurde ein Wert von 72,12 MW ermittelt. Die Fallhöhe beträgt 24,5 m. Der Durchfluss liegt bei 374 m³/s.

### Frieira II
Bis 2010 wurden am rechten Ufer ein weiteres Kraftwerk und eine Fischleiter errichtet. Die installierte Leistung des neuen Kraftwerks beträgt 17,54 MW. Die Fallhöhe beträgt 25 m und der Durchfluss liegt bei 80 m³/s.